# Palmen aus Plastik 3
Palmen aus Plastik 3 ist das dritte Kollaboalbum des deutschen Rappers Bonez MC und des österreichischen Rappers RAF Camora. Es erschien am 9. September 2022 über das zur Universal Music Group gehörende Label Vertigo Berlin. Das Album stellt nach Palmen aus Plastik aus dem Jahr 2016 und Palmen aus Plastik 2 aus dem Jahr 2018 den finalen Teil der Palmen-aus-Plastik-Trilogie dar.

## Veröffentlichung und Promotion
Die Erstveröffentlichung von Palmen aus Plastik 3 erfolgte am 9. September 2022 als CD, LP, Download, Streaming und Boxset.

## Hintergrund

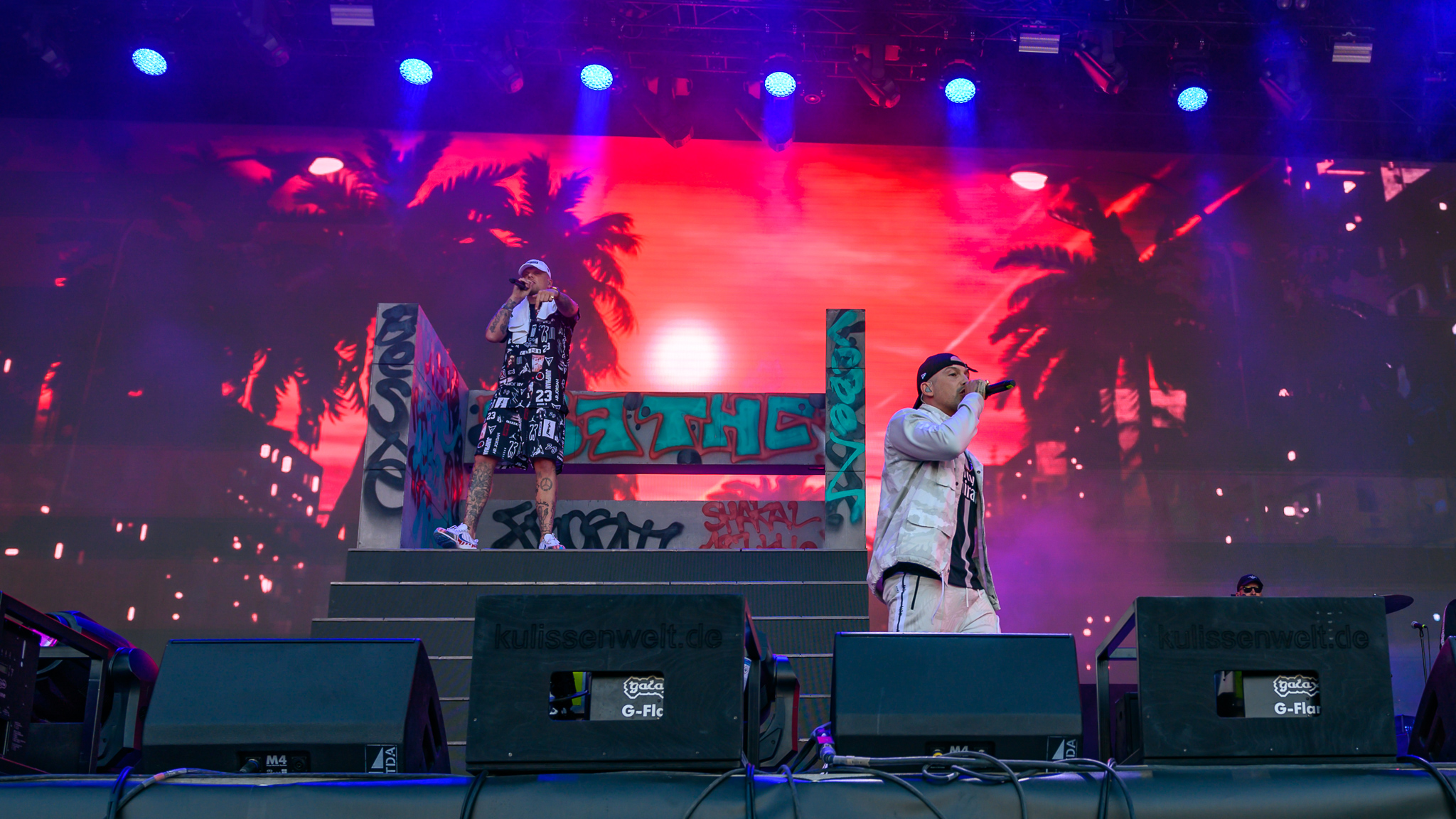
RAF Camora und Bonez MC bei Rock im Park 2019.

Mit den beiden Kollaboalben Palmen aus Plastik und Palmen aus Plastik 2 erreichten Bonez MC und RAF Camora nicht nur ihren kommerziellen Durchbruch, ihnen gelang es darüber hinaus, den „Deutschrap-Sound“ zu revolutionieren und „nie dagewesene[…] Erfolge im deutschen Rap“ zu erreichen. Für die Alben und zugehörigen Lieder wurden beide Rapper mit zahlreichen Preisen, Goldenen und Platin-Schallplatten ausgezeichnet, die drei Singles Palmen aus Plastik, Ohne mein Team und 500 PS erreichten jeweils für über eine Million Verkäufe Diamantstatus in Deutschland. Nachdem die Lieder aus Palmen aus Plastik 2 13 der 14 vordersten Plätze in den Ö3 Austria Top 40 belegt hatten, wurden in Österreich sogar die Chartregeln geändert.
Durch das zwischenzeitliche Karriereende RAF Camoras schien ein dritter Teil der Reihe zunächst ausgeschlossen, wenngleich sich Bonez MC dafür offen zeigte. Durch RAF Camoras Karriere-Comeback mit Zukunft sowie Teaser in Liedern wie Mein Planet („Bruder, pump’ PaP 3“) und den sozialen Medien zeichnete sich Palmen aus Plastik 3 innerhalb der Szene bereits einige Monate vor der offiziellen Ankündigung ab. Diese erfolgte am 14. Juli 2022 im Rahmen einer ausverkauften Party im Berliner Club Haubentaucher, zusammen mit der Ankündigung der ersten Single Letztes Mal für den nächsten Tag.
Letztes Mal erschien am 15. Juli 2022 und damit genau sechs Jahre nach der Single Palmen aus Plastik, mit der die Trilogie 2016 begann, während Palmen aus Plastik 3 genau sechs Jahre nach dem ersten Album der Reihe veröffentlicht wurde.

## Titelliste
| Nr.          | Titel                               | Produzent(en)                                                  | Länge |
| ------------ | ----------------------------------- | -------------------------------------------------------------- | ----- |
| 1.           | Intro                               | The Cratez, Neal & Alex, RAF Camora, The Royals                | 0:37  |
| 2.           | Diamant                             | The Cratez, Neal & Alex, RAF Camora, The Royals                | 2:17  |
| 3.           | Letztes Mal                         | The Cratez, Flo Moser, RAF Camora, The Royals                  | 2:45  |
| 4.           | Sommer                              | The Cratez, RAF Camora, The Royals                             | 3:13  |
| 5.           | Taxi (feat. Gzuz)                   | The Cratez, David Emanuel, Neal & Alex, RAF Camora, The Royals | 2:52  |
| 6.           | Wer hat Angst (feat. Bounty Killer) | The Cratez, DeeVoe, RAF Camora, The Royals                     | 3:08  |
| 7.           | September                           | The Cratez, Neal & Alex, RAF Camora, The Royals                | 2:33  |
| 8.           | Alles umsonst                       | The Cratez, DeeVoe, Neal & Alex, The Royals                    | 2:39  |
| 9.           | Problem                             | The Cratez, Flo Moser, RAF Camora, The Royals                  | 2:26  |
| 10.          | Butterfly                           | The Cratez, Neal & Alex, RAF Camora, The Royals                | 2:23  |
| 11.          | Eine Idee                           | The Cratez, David Emanuel                                      | 2:30  |
| 12.          | Unterwegs                           | The Cratez, Flo Moser, RAF Camora, The Royals                  | 3:00  |
| 13.          | Zu spät                             | The Cratez, David Emanuel, Flo Moser, RAF Camora, The Royals   | 2:51  |
| 14.          | Destination                         | The Cratez, David Emanuel, RAF Camora, The Royals              | 3:01  |
| Gesamtlänge: | Gesamtlänge:                        | Gesamtlänge:                                                   | 36:23 |

## Singleauskopplungen
Aus Palmen aus Plastik 3 wurden drei Lieder vorab als offizielle Singles veröffentlicht. Den Anfang machte das Stück Letztes Mal am 15. Juli 2022. Der Song erreichte Rang zwei der deutschen und österreichischen Singlecharts, wobei er sich nur Layla (DJ Robin und Schürze) geschlagen geben musste, sowie Position drei in der Schweizer Hitparade. Am 4. August 2022 erschien mit Sommer die zweite Singleauskopplung. Das Lied erreichte in Österreich und in der Schweiz, ebenfalls hinter Layla, Platz zwei der Hitparade sowie Rang drei in Deutschland. Eine Woche vor Albumveröffentlichung erschien am 2. September 2022 mit Taxi die letzte Singleauskopplung des Albums. Die Kollaboration mit Gzuz stieg in allen drei Ländern auf Position drei der Charts ein.
Letztes Mal erschien als Einzeltrack zum Download und Streaming, Sommer und Taxi erschienen in einer erweiterten Fassung, die die vorherigen Singleauskopplungen als B-Seiten enthält. Zu allen Auskopplungen wurden auch Musikvideos veröffentlicht, die allesamt unter der Regie Shaho Casados entstanden. Neben den drei Singles erschien am 15. August 2022 auch ein Snippet des Albums auf YouTube.
Nach Erscheinen des Albums stiegen zudem die Songs Eine Idee und Diamant aufgrund hoher Einzeldownloads und Streaming in die deutschen, österreichischen und Schweizer Singlecharts ein.

## Rezeption
Bei der Amadeus-Verleihung 2023 wurden Bonez MC und RAF Camora mit dem Album in der Kategorie „Album des Jahres“ nominiert, mussten sich jedoch Wanda von Wanda geschlagen geben. Zudem waren beide Interpreten mit der Single Letztes Mal in der Kategorie „Song des Jahres“ nominiert und wurden in der Kategorie „HipHop / Urban“ ausgezeichnet.

## Kommerzieller Erfolg

### Chartplatzierungen
Palmen aus Plastik 3 stieg am 16. September 2022 auf Platz eins in die deutschen Albumcharts ein. Darüber hinaus belegte das Album ebenfalls die Chartspitze der deutschsprachigen Albumcharts sowie die Chartspitze der Hip-Hop-Charts. In allen drei Chartauswertungen ist es je das siebte Nummer-eins-Album von RAF Camora sowie das sechste für Bonez MC. In der Schweizer Hitparade erreichte das Album am 18. September 2022 Rang zwei und musste sich nur Live im Letzigrund 2022 von Gölä und Trauffer geschlagen geben. Für RAF Camora ist es der siebte Top-10-Erfolg in den Schweizer Albumcharts, für Bonez MC der sechste. Am 20. September 2022 stieg das Album ebenfalls in den Ö3 Austria Top 40 auf der Spitzenposition ein und konnte diese in den beiden folgenden Wochen verteidigen. Bonez MC steht damit zum dritten, RAF Camora zum fünften Mal an der österreichischen Chartspitze.
| ChartsChartplatzierungen | Höchstplatzierung | Wochen |
| ------------------------ | ----------------- | ------ |
| Deutschland (GfK)        | 1 (45 Wo.)        | 45     |
| Österreich (Ö3)          | 1 (58 Wo.)        | 58     |
| Schweiz (IFPI)           | 2 (33 Wo.)        | 33     |

| ChartsJahrescharts (2022) | Platzierung |
| ------------------------- | ----------- |
| Deutschland (GfK)         | 11          |
| Österreich (Ö3)           | 8           |
| Schweiz (IFPI)            | 20          |

| ChartsJahrescharts (2023) | Platzierung |
| ------------------------- | ----------- |
| Deutschland (GfK)         | 51          |
| Österreich (Ö3)           | 19          |

### Auszeichnungen für Musikverkäufe
| Land/Region       | Auszeichnungen für Musikverkäufe (Land/Region, Auszeichnung, Verkäufe) | Verkäufe |
| ----------------- | ---------------------------------------------------------------------- | -------- |
| Österreich (IFPI) | Platin                                                                 | 15.000   |
| Insgesamt         | 1× Platin ·                                                            | 15.000   |